# Любино-Малоросское сельское поселение
Любино-Малоросское се́льское поселе́ние — муниципальное образование в Любинском районе Омской области Российской Федерации.
Административный центр — село Любино-Малороссы.

## История
Статус и границы сельского поселения установлены Законом Омской области от 30 июля 2004 года № 548-ОЗ «О границах и статусе муниципальных образований Омской области».

## Население
| 2010  | 2011  | 2012  | 2013  | 2014  | 2015  | 2016  |
| ----- | ----- | ----- | ----- | ----- | ----- | ----- |
| 2008  | ↗2009 | ↗2065 | ↗2119 | ↗2211 | ↘2191 | ↘2141 |
| 2017  | 2018  | 2019  | 2020  | 2021  | 2023  |       |
| ↘2094 | ↗2139 | ↘2118 | ↗2160 | ↗2519 | ↘2508 |       |

## Состав сельского поселения
| № | Населённый пункт | Тип населённого пункта       | Население |
| - | ---------------- | ---------------------------- | --------- |
| 1 | Китайлы          | село                         | 301       |
| 2 | Любино-Малороссы | село, административный центр | 1347      |
| 3 | Политотдел       | посёлок                      | 360       |